# Minamiuonuma
Minamiuonuma (南魚沼市 Minamiuonuma-shi?) es una ciudad ubicada en la prefectura de Niigata, Japón. A 1  de julio de  2019, la ciudad tenía una población estimada de 56,179 en 20,020 hogares, y una densidad de población de 96.1 personas por km². El área total de la ciudad fue de 584,55 kilómetros cuadrados (225,7 mi²).

## Clima
Minamiuonuma tiene un clima húmedo (Köppen Cfa) caracterizado por veranos cálidos y húmedos e inviernos fríos con fuertes nevadas. La temperatura media anual en Minamiuonuma es de 11.3 °C. La precipitación media anual es de 1865   mm con septiembre como el mes más lluvioso. Las temperaturas son más altas en promedio en agosto, alrededor de 24.3 °C, y el más bajo en enero, alrededor de -1.1 °C.

## Demografía
Según los datos del censo japonés, la población de Minamiuonuma alcanzó su punto máximo alrededor de 1990 y ha disminuido constantemente desde entonces. 
| Año del censo | Población |
| ------------- | --------- |
| 1970          | 61,995    |
| 1980          | 62,830    |
| 1990          | 65,566    |
| 2000          | 65,492    |
| 2010          | 61,624    |

## Ciudades hermanadas
- Lillehammer, Noruega,[6] desde 1992
- Sölden, Austria, desde 1982
- Ashburton, Nueva Zelanda, desde 1987